# Douglas Tanque
Douglas Willian da Silva Souza (Santa Cruz do Rio Pardo, 27 de outubro de 1993), conhecido como Douglas Tanque ou simplesmente Douglas, é um futebolista brasileiro que atua como atacante. Atualmente, defende o Bandirmaspor.

## Carreira
Nasceu em Santa Cruz do Rio Pardo, São Paulo, Douglas formou-se em Guarani . Ele estreou em 14 de novembro de 2010 no primeiro time - e na Série A - a partir de um empate em 1–1 com o Vitória, e apareceu em mais duas partidas, quando seu time foi rebaixado . 
Em 4 de maio de 2011, Douglas se mudou para o Corinthians e foi designado para a equipe sub-20.  Em 19 de março do ano seguinte, depois de vencer a Copa São Paulo de Futebol Júnior, mudou-se para o Paraná, série B, emprestado até o final do ano, marcou seu primeiro gol profissional em 18 de Abril de 2012, marcando o gol de empate em um empate 1-1 em casa contra o Ceará, que Paraná qualificado para a próxima rodada de ano de Copa do Brasil . Em 1º de maio, ele marcou um hat-trick em uma partida em casa, por 6–1, do Junior Team . 
Em 18 de agosto de 2012, após cair na hierarquia, Douglas deixou o Paraná e ingressou em Ipatinga por empréstimo até dezembro.  Posteriormente, ele serviu outras passagens de empréstimo em Guaratinguetá, Penapolense e Ponte Preta  antes de seu contrato com o Corinthians expirar. 
Em 2015, Douglas se mudou para o exterior e se juntou ao time japonês da J2 League, Thespa Gunma . No ano seguinte, ele trocou de time e de país novamente depois de concordar com um contrato com Cafetaleros de Tapachula, do Ascenso MX . 
Em 22 de junho de 2017, Douglas retornou ao Japão e ingressou na Albirex Niigata na J1 League .  No dia 10 de janeiro seguinte, o clube anunciou que não renovaria seu contrato  e, posteriormente, ingressou no Police Tero FC da Liga 1 da Tailândia em 5 de fevereiro.
Em 5 de julho de 2018, Douglas assinou com o FC Paços de Ferreira, time da LigaPro portuguesa,  marcando nove gols durante a campanha, enquanto seu time conquistou a promoção como campeão. 
Em 2025 acertou seu retorno ao Bandirmaspor, em solo turco já jogou por outros clubes, como o Samsunspor e pelo Kocaelispor.

## Títulos
Paços de Ferreira
- LigaPro : 2018-19